# Michael Třeštík
Michael Třeštík (* 18. září 1947 Praha) je český prozaik, architekt, publicista, vydavatel a dokumentarista. Je ženatý s režisérkou dokumentárních filmů Helenou Třeštíkovou.

## Život
Jeho otcem byl klavírní virtuos, skladatel a hudební kritik Vladimír Třeštík, matkou byla profesorka Libuše Třeštíková, která v mládí spolupracovala s básníky Karlem Tomanem, Františkem Halasem, Jaroslavem Seifertem.
Po ukončení střední školy studoval architekturu na Stavební fakultě ČVUT v Praze a poté pracoval v Pražském projektovém ústavu. Při zaměstnání absolvoval postgraduální studium stavební fyziky na ČVUT. Od roku 1979 pracoval jako specialista na urbanistickou akustiku na ministerstvu výstavby a techniky.
Po roce 1989 začal spolupracovat s týdeníkem Tvorba, později se stal šéfredaktorem týdeníku Kmen, který přeměnil na týdeník Tvar. V roce 1990 inicioval vznik nakladatelství a agentury Kdo je kdo a v roce 1992 nakladatelství Modrý jezdec. Spolu se svou ženou stál u zrodu nadace pro podporu filmové dokumentaristiky Člověk a čas a byl spoluautorem základního projektu této nadace Přelom tisíciletí. Od roku 1994 se věnoval produkci dokumentárních filmů své ženy Heleny Třeštíkové, Sladké století, Rozkoš bez rizika, Forte a piana a další. Od roku 1997 je ředitelem Agentury Kdo je kdo, která v časových intervalech vydává aktualizovanou encyklopedii Kdo je kdo v České republice na přelomu 20. století. V roce 2005 založil spolu s Danielou Čechovou a Jolanou Stádníkovou internetový a kamenný obchod eAntik se starožitnostmi, jejichž sběratelství je jeho celoživotní zálibou.
Jeho synem je fotograf Tomáš Třeštík a dcerou je producentka Hana Třeštíková.

## Dílo
- Aspoň jsem to zkusil. Praha: Motto, 2019. 248 s. ISBN 9788026716419.
- Jen aby, řekla moje žena. Praha: Motto, 2017. 152 s. ISBN 9788026709817.
- Ta možnost tu prostě je. Praha: Gasset, 2014. 110 s. ISBN 9788087079416.
- Komu zvoní mobil. Praha: Gasset, 2014. 94 s. ISBN 978-80-87079-37-9.
- Chceš-li rozesmát pánaboha. Praha: Gasset, 2013. 208 s. ISBN 9788087079249.
- TŘEŠTÍK, Michael a kol. Kdo je kdo = Who is who: osobnosti české současnosti: 5000 životopisů. 5. vyd. Praha: Agentura Kdo je kdo, 2005. 775 s. ISBN 80-902586-9-7.
- TŘEŠTÍK, Michael; ČECHOVÁ, Daniela. Muzea a galerie v Praze = Museums and galleries in Prague. Praha: Agentura Kdo je kdo, 2000. 263 s. ISBN 80-902586-4-6.
- TŘEŠTÍK, Michael; STÁDNÍKOVÁ, Jolana. Sochy v Praze 1980–2000: současné sochařství v pražském veřejném prostoru = Sculptures in Prague. Praha: Agentura Kdo je kdo, 2000. 142 s. ISBN 80-902586-5-4.
- TŘEŠTÍK, Michael; KOSATÍK, Pavel. Zdi tvé. 2. vyd. Praha: Československý spisovatel, 1990. 433 s. ISBN 80-202-0149-1.